# 283141 Dittsche
283141 Dittsche è un asteroide della fascia principale. Scoperto nel 2008, presenta un'orbita caratterizzata da un semiasse maggiore pari a 2,6424324 au e da un'eccentricità di 0,1060249, inclinata di 16,63723° rispetto all'eclittica.